# Pacific Ranges
Pacific Ranges är ett berg[källa behövs] i Kanada.   Det ligger i provinsen British Columbia, i den sydvästra delen av landet, 3 600 km väster om huvudstaden Ottawa. Toppen på Pacific Ranges är 2 595 meter över havet, eller 72 meter över den omgivande terrängen. Bredden vid basen är 0,28 km.
Terrängen runt Pacific Ranges är huvudsakligen mycket bergig. Trakten runt Pacific Ranges är nära nog obefolkad, med mindre än två invånare per kvadratkilometer.. Det finns inga samhällen i närheten. 
Trakten runt Pacific Ranges är permanent täckt av is och snö.